# Hjalmar Wiens
Oscar Hjalmar Wiens, vanligen kallad O.H. Wiens, född 22 april 1846 i Lurs socken, Göteborgs och Bohus län, död 21 november 1923 på Löberöds slott, var en svensk grosshandlare och skeppsredare. Han var far till Harald Wiens.
Wiens, som var son till kaptenlöjtnanten vid Nya Varvets örlogshamn Carl Edvard Wiens och Sofie Antoinette Braune, tillhörde en finländsk officersfamilj som efter freden i Fredrikshamn överflyttat till Sverige. Efter studier i Göteborg ägnade han sig åt jordbruk och var under flera år ägare av egendom i Bohuslän. Emellertid hade brodern Fingal Wiens tillsammans med konsul Bertil Sederholm i Malmö startat en vinaffär, vilken blev framgångsrik och även kom att omfatta flera skånska gästgiverigårdar. För att få hjälp med jordbruket vid dessa och även få in ytterligare kapital till rörelsen tillkallades Hjalmar Wiens, som då sålde sitt ställe i Bohuslän och bosatte sig i Anderslöv. Efter att Fingal Wiens avlidit bosatte sig Hjalmar Wiens i Malmö och var verksam i firman till dess denna uppgick i Vin- & Spritcentralen.
Tack vare sin ekonomiska framgång kunde Wiens även starta rederiverksamhet. Tillsammans med konsul Sederholm och stadsfiskal Nils Aschan köpte han en rad fraktångare och blev senare ensam ägare till flera fartyg. Denna rörelse blev snart en av de främsta inom den svenska sjöfartsnäringen. Försäljning av fartygen mitt under högkonjunkturen ökade ytterligare hans förmögenhet och han använde sina tillgångar bland annat till att restaurera Löberöds slott, som han hade köpt av friherre Hans Ramel. Slottet och trädgården kom därvid att ligga på samma nivå som på Jacob De la Gardies tid.

## Galleri

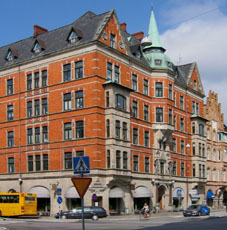
Wienska palatset (1895) på Östergatan i Malmö, ritat av Alfred Arwidius.
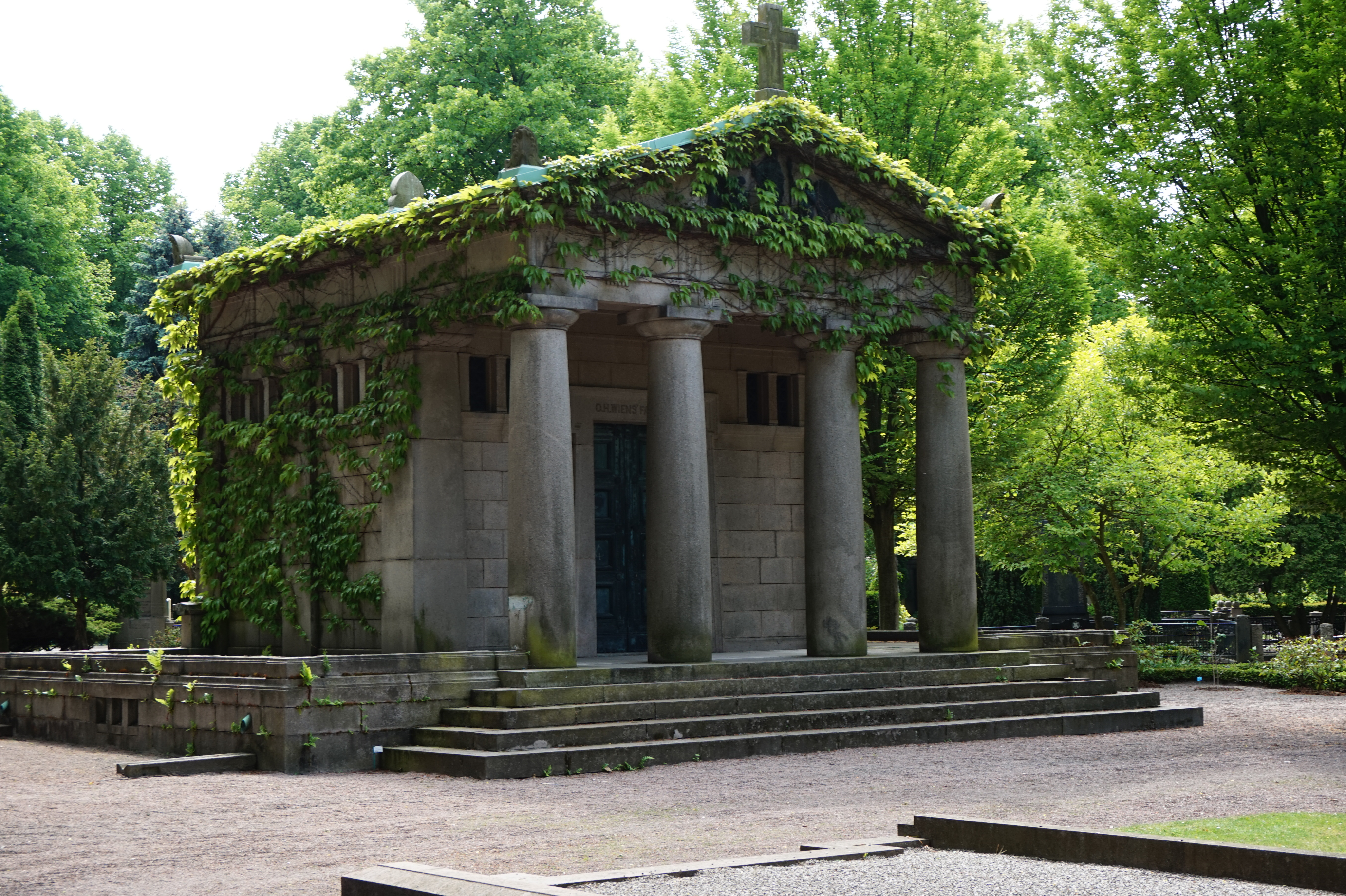
O.H. Wiens mausoleum på S:t Pauli mellersta kyrkogård i Malmö.